# Зуев, Иван Фадеевич
Иван Фадеевич Зуев (1908—1977) — старший сержант Рабоче-крестьянской Красной Армии, участник Великой Отечественной войны, Герой Советского Союза (1943).

## Биография

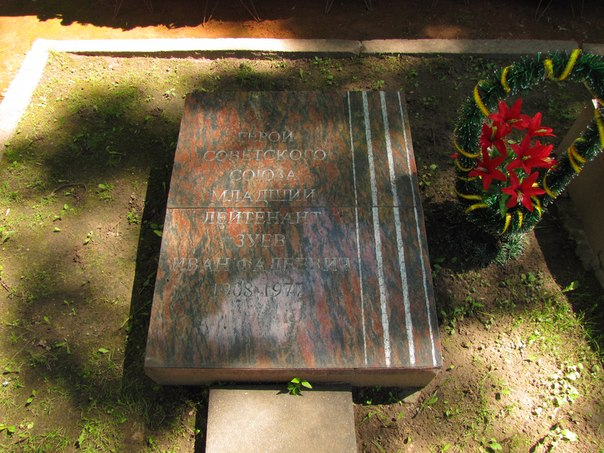
Могила Зуева в Ельне.

Иван Зуев родился 24 января 1908 года в деревне Лядцо (ныне — Ельнинский район Смоленской области). Окончил семь классов школы. Работал сначала в колхозе, затем на стройках в Сталинграде, на строительстве Московского метрополитена. В 1930—1933 годах проходил службу в Рабоче-крестьянской Красной Армии. 
В ноябре 1941 года Зуев был повторно призван в армию. С февраля 1942 года — на фронтах Великой Отечественной войны. Принимал участие в Курской битве, освобождении Украинской и Белорусской ССР, Польши, Чехословакии. К октябрю 1943 года старший сержант Иван Зуев командовал отделением сапёрного взвода 586-го стрелкового полка 149-й стрелковой дивизии 65-й армии Центрального фронта. Отличился во время битвы за Днепр.
В ночь перед форсированием Днепра в районе деревни Щитцы Лоевского района Гомельской области Белорусской ССР Зуев провёл разведку противоположного берега, отметил места, пригодные для переправы, собрал семь плотов и нашёл три рыбацкие лодки. 15 октября Зуев вместе с 13 бойцами сумел переправиться на западный берег и оттянуть на себя резервные силы немецких войск, что дало возможность успешных действий подразделений на других участках. Не получив подкреплений и дополнительных боеприпасов, Зуев отправился под вражеским огнём на восточный берег и доложил о положении командованию. Получив подкрепление, он вернулся на западный берег и ворвался в немецкую траншею, выбив оттуда противника. Продолжал переправлять советских бойцов, за несколько рейсов перевезя через Днепр более 70 человек и вывезя нескольких раненых.
Указом Президиума Верховного Совета СССР от 30 октября 1943 года за «образцовое выполнение боевых заданий командования на фронте борьбы с немецкими захватчиками и проявленные при этом мужество и героизм» старший сержант Иван Зуев был удостоен высокого звания Героя Советского Союза с вручением ордена Ленина и медали «Золотая Звезда» за номером 2623.
Конец войны Зуев встретил в Берлине. После её окончания он был демобилизован. Вернулся на родину, работал председателем Коробецкого сельского совета. В 1969 году переехал в Ельню. Умер 26 ноября 1977 года.
Был также награждён орденом Красной Звезды и рядом медалей.